# Nealcidion decoratum
Nealcidion decoratum är en skalbaggsart som först beskrevs av Julius Melzer 1932.  Nealcidion decoratum ingår i släktet Nealcidion och familjen långhorningar. Inga underarter finns listade i Catalogue of Life.